# مساعد (رتبة عسكرية)

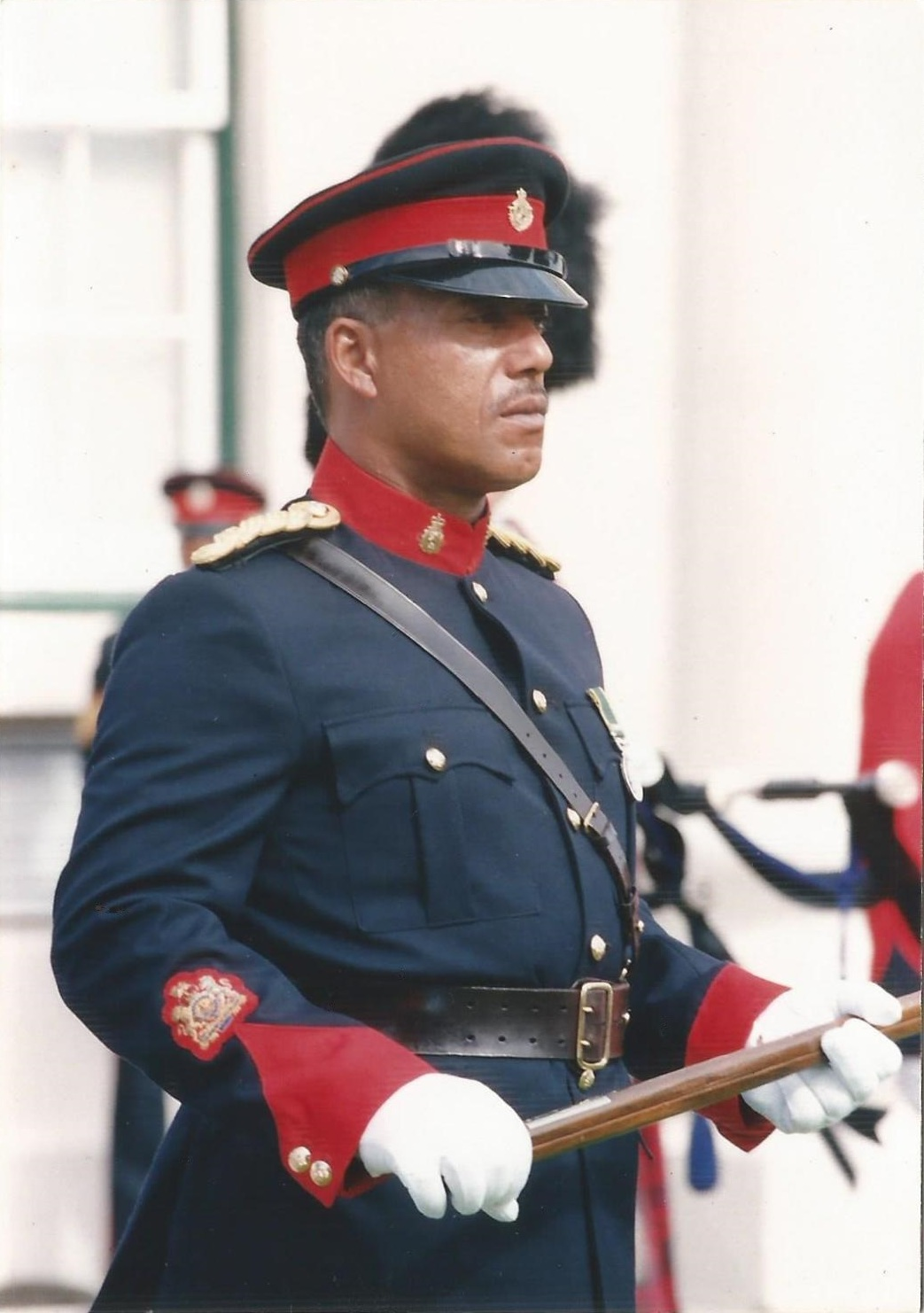
الرقيب الرائد في فوج برمودا الملكي WO1 هيرمان إيف في عام 1992

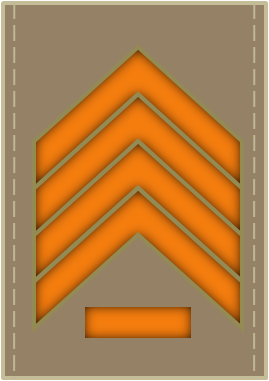
رتبة مساعد

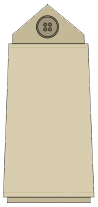

مساعد (بالإنجليزية: Warrant officer (WO))‏ أو رقيب أول (في البحرية) رتبة عسكرية لضباط الصف (أحيانا تنطق خطأ صف ضابط) وهي أعلى من رتبة رقيب أول وأقل من رتبة مساعد أول، وغالبا، وفي بعض الجيوش العربية لا يطلق لفظ (رتبة) لضباط الصف ولكن تسمى (درجة) فالضباط رتب وضباط الصف درجات. والمساعد له دور حيوى جدا ومهم في السيطرة على الجنود وفي التدريب وهو غالبا حلقة الوصل بين القائد والجنود.
مساعد أو رقيب أول
ولكن رقيب أول هي المعروف بين الشعب
نشأ اسم الرتبة في إنجلترا في العصور الوسطى. وقد تم استخدامه لأول مرة خلال القرن الثالث عشر في البحرية الملكية حيث حقق ضباط الصف التعيين بحكم خبرتهم المتراكمة أو أقدميتهم، وحصلوا على الرتبة تقنيًا بموجب أمر - وليس وفقًا لمتطلبات لجنة رسمية (كما في حالة ضابط صف). ومع ذلك فإن المنظمات العاملة في الخدمات البريطانية اعتُبرت تقليديًا وعُوملت على أنها متميزة عن ضباط الصف، على هذا النحو (على الرغم من أن أيًا من المجموعتين لم تعقد تفويض من الناحية الفنية).
يتم تصنيف ضباط الصف في الولايات المتحدة في الفئة "W" (الناتو "WO")، والتي تختلف عن "O" (الضباط المفوضين) و"E" (الأفراد المجندون). ومع ذلك يتم تكليف كبار ضباط الصف رسميًا، على نفس الأساس مثل الضباط المفوضين، ويؤدون نفس القسم. وعادة ما تكون منظمة العمل الأمريكية (WOs) الأمريكية خبراء في مجال تقني معين مع خدمة طويلة كأفراد مُجندين. ومع ذلك في بعض الحالات قد يصبح الوافدون المباشرون منظمات دولية - على سبيل المثال: يصبح الأفراد الذين يكملون تدريب طيار المروحية في فرع طيران الجيش الأمريكي ضباط أمر طيران على الفور.
في دول الكومنولث عادةً ما يتم تضمين ضباط الصف إلى جانب الرتباء والمجندين المسجلين في فئة تسمى الرتب الأخرى (ORs)، والتي تعادل فئة "E" الأمريكية (أي لا توجد فئة "W" منفصلة في هذه الخدمات المعينة). في خدمات الكومنولث رتبة ضباط الصف تقع بين ضابط صف وملازم ثان في البحرية، وبين رقيب أول وملازم ثاني في الجيش، وبين رقيب طيار وضابط طيار في القوات الجوية.

## الأصول
بدأ سلاح الضباط في البحرية الملكية الناشئة والتي يرجع تاريخ تأسيسها إلى عام 1546. وفي ذلك الوقت تولى النبلاء ذوو الخبرة العسكرية قيادة البحرية الجديدة، وتبنوا الرتب العسكرية ملازم أول ونقيب. غالبًا ما لم يكن لدى هؤلاء الضباط معرفة بالحياة على متن السفينة - ناهيك عن كيفية الإبحار في مثل هذه السفينة - وكانوا يعتمدون على خبرة ربان السفينة والبحارة الآخرين الذين كانوا يميلون إلى الجوانب الفنية لإدارة السفينة. عندما بدأ استخدام المدفع طلب الضباط أيضًا خبراء في المدفعية. وبدأ المدفعيون المتخصصون في الظهور في القرن السادس عشر وكان لديهم أيضًا رتبة ضابط صف. كانت معرفة القراءة والكتابة أحد الأشياء المشتركة بين معظم ضباط الصف وهذا يميزهم عن البحارة العاديين. فوفقًا للوائح الأميرالية: «لا يجوز تعيين أي شخص في أي محطة يكون فيها مسؤولاً عن المخازن، إلا إذا كان يستطيع القراءة. ويكتبون ويمتلكون مهارة حسابية كافية لحفظ حساباتهم بشكل صحيح». ونظرًا لأن جميع المساعدين (ضباط الصف) يتحملون مسؤولية المخازن كان هذا كافياً لمنع الأميين من المشاركة.

### المرتبة والمكانة في القرن الثامن عشر
في الأصل كان المساعد محترف متخصص تتطلب خبرتهم وسلطتهم اعترافًا رسميًا.  ففي القرن الثامن عشر تم تقسيمهم إلى فئتين واضحتين: من ناحية أولئك الذين يتمتعون بامتياز المشاركة مع الضباط المفوضين في غرفة العنبر وسطح مؤخر المركب. ومن ناحية أخرى أولئك الذين احتلوا المرتبة الأصغر في طاقم السفينة. ومع ذلك في مكان ما بين الاثنين كان الضباط الدائمون ملحوظون لأنهم على عكس بقية شركات السفينة ظلوا مع السفينة حتى عندما كانت خارج الخدمة (على سبيل المثال للإصلاح أو إعادة التجهيز أو التجديد أو أثناء التركيب). في هذه الظروف كانوا تحت رواتب وإشراف رويال دوكيارد.

#### غرفة عنبر المساعدين
هذه الفئات من ضابط الصف استقرت في غرفة المعيشة مع الضباط المفوضين:
- الربان: ضابط الصف الأول والملاح المؤهل، والبحار المتمرس الذي وضع الأشرعة وحافظ على سجل السفينة وأبلغ القبطان بصلاحية السفينة والطاقم للإبحار.
- الجراح البحري: الذي عالج المرضى والجرحى ونصح القبطان في الأمور الصحية.
- الباحث: المسؤول عن الإمدادات والطعام ودفع أجور الطاقم.

في أوائل القرن التاسع عشر انضم إليهم قساوسة بحريون في غرفة العنبر وكانوا أيضًا يتمتعون بوضع ضابط صف (على الرغم من أنهم كانوا موجودين في العادة على سفن أكبر).

### زوال الأوامر البحرية الملكية
في عام 1843 تم منح المساعد وضع التكليف، بينما في عام 1853 تم استيعاب المساعد الأدنى رتبة في المعدل الجديد لـكبير المساعدين، وبالتالي توقفت كلتا الفئتين عن أن تكونا مساعد. في 25 يوليو 1864 تم تقسيم ضباط الصف (المساعد) الدائم إلى رتبتين: ضباط الصف وكبار ضباط الصف (أو «ضباط الصف المفوضين»، وهي عبارة تم استبدالها في عام 1920 بعبارة «ضباط الصف الذين تمت ترقيتهم من رتبة أمر»، على الرغم من أنهم كانوا لا يزالون عادة يشار إليهم باسم «ضباط أمر مفوضين» حتى في الوثائق الرسمية).
بحلول وقت الحرب العالمية الأولى تم توسيع صفوفهم مع اعتماد التكنولوجيا الحديثة في البحرية الملكية لتشمل عمال التلغراف والكهربائيين ونقّاب السفن والمهندسين الصناعيين... إلخ. قام كل من المساعدين ومفوض المساعدين بالبقاء في موقع ضباط الأمر بدلاً من غرفة العنبر (على الرغم من أن السفن صغيرة جدًا بحيث لا تحتوي على موقع الضباط إلا أنهم بقو في غرف العنبر). كما حمل ضباط الصف وضباط التوقيف السيوف، وتم الترحيب بهم من خلال التصنيفات، وتم تصنيفهم بين ملازمين ثانويين ورجال البحرية.
في عام 1949 تم تغيير رتبة ضابط صف ومفوض ضابط صف إلى «ضابط مفوض» (commissioned officer) و«ضابط مفوض كبير»(senior commissioned officer)، وكان هذا الأخير برتبة ملازم أول ولكن بعد ذلك تم قبولهم في حجرة الضباط وفوضى ضباط الصف تم إغلاقه. وبشكل جماعي عُرف هؤلاء الضباط باسم «ضباط الفروع»، وأعيد تسميتهم بضباط «المهام الخاصة» في عام 1956. في عام 1998 تم دمج قائمة المهام الخاصة مع القائمة العامة للضباط في البحرية الملكية، وجميع الضباط لديهم الآن نفس الفرصة للوصول إلى أعلى رتب التكليف.

## الاستخدام الحديث

### أستراليا
رتبة مساعد (ضابط صف) في البحرية الملكية الأسترالية (WO) هي الرتبة الوحيدة للبحرية المعينة بموجب أمر وتعادل WO1 للجيش، وضابط الصف في القوات الجوية الملكية الأسترالية. وأكبر عضو غير مفوض في البحرية هو ضابط صف البحرية (WO-N)، وهو منصب يتم تعيينه من قبل شخص واحد فقط في كل مرة.
يوجد بالجيش الأسترالي رتبتا مساعد ضابط صف: ضابط صف مساعد من الدرجة الثانية (WO2) وضابط صف مساعد من الدرجة الأولى (WO1)، والأخير هو رتبة ضابط أعلى. والرتبة المكافئة لـ WO2 في البحرية هي الآن ضابط صف كبير، والمكافئ من القوات الجوية الملكية الأسترالية (RAAF) لـWO2 في الجيش هو الآن رقيب طيران، على الرغم من عدم وجود مكافئ في الماضي. ويتم التعامل مع جميع المساعدين وضباط أمر الضباط باسم «سيدي» أو «سيدتي» من قبل المرؤوسين. لجذب انتباه مساعد معين في مجموعة، يمكن أن يسموا على أنهم «مدونات (Bloggs) مساعد سيدي / سيدتي» أو عن طريق اسم رتبة تعيينهم على سبيل المثال «مدونات (ASM)، سيدي / سيدتي». ويحمل بعض المساعدين رتبةً مثل رقيب أول في الشركة (WO2) أو رقيب أول الفيلق (WO1). المساعد أو ضابط الصف المعين في منصب رقيب أول في الجيش (RSM-A) هو أكبر جندي مجند في الجيش الأسترالي ويختلف عن ضباط أمر الجيش الآخرين في أن رتبتهم هي مجرد مساعد أو ضابط صف (WO). وقد تم تقديم تعيين (RSM-A) في عام 1991. وشارة الرتبة هي: تاج لـ WO2 (أو تاج في مربع على شرائح رتبة DPCU (زي التمويه)). وشعار الكومنولث الأسترالي (تم تغييره من الشعار الملكي للأسلحة في عام 1976) بالنسبة إلى WO1. وشعار الكومنولث الأسترالي المحاط بإكليل من الغار لـ (RSM-A).
رتبة ضابط صف في سلاح الجو الملكي الأسترالي (WOFF) هي الرتبة الوحيدة في سلاح الجو الملكي الأسترالي المعين بموجب أمر وتعادل كل من WO1 للجيش وWO التابع للبحرية. وأكبر عضو غير مفوض في (RAAF) هو مساعد أو ضابط الصف في القوات الجوية (WOFF-AF)، وهو منصب يتم تعيينه من قبل شخص واحد فقط في كل مرة.
|          | البحرية الملكية الأسترالية (RAN) | الجيش الأسترالي           | سلاح الجو الملكي الأسترالي (RAAF) |
| الشارة   |                                  |                           |                                   |
| اللقب    | مساعد ضابط صف                    | مساعد فئة 1 ضابط صف فئة 1 | مساعد ضابط صف                     |
| الاختصار | WO                               | WO1                       | WOFF                              |

### بنغلاديش

شارة الرتب
سيد رئيس ضابط صغير
ضابط صف أو مساعد رئيسي
مساعد

المساعد أو ضابط الصف هو أدنى رتبة ضابط صف في الجيش البنغلاديشي والقوات الجوية البنغلاديشية، تحت رتبة مساعد أو ضابط صف ومساعد رئيسي أو ضابط صف رئيسي.

### البنلوكس
في الجيش البلجيكي وجيش لوكسمبورغ الرتب هي مساعد (OR-8) ومساعد طاه (OR-9) ومساعد رئيسي (OR-9) (أو مساعد ماجور باللغة الهولندية) في هولندا يُعرفون مجتمعين باسم ضابط كوروندر (keuronderofficier) (OR-7 إلى OR-8) و (hoofd onderofficier) ضابط الحافر أوندور (OR-9) الضابط المحكم هو الرتبة الوحيدة لضابط صف في الجيش الهولندي الملكي.

### كندا
في الجيش الكندي والقوات الجوية الملكية الكندية، يشتمل كادر ضباط الصف (المساعد) على الرتب المحددة لضابط أمر (مساعد في اللغة الفرنسية)، وضابط صف أو مساعد رئيسي (حاكم - مايتري) وضابط صف رئيسي (مساعد طاه).

شارة الرتبة
شارة مساعد شيف أو كبير ضباط الصف
شارة مساعد ماستر
شارة المساعد

### فرنسا

مساعد طاهٍ فرنسي للمشاة.

في الجيش الفرنسي والقوات الجوية والدرك يمكن اعتبار رتب الضابط (رئيس الوزراء في البحرية) والشيف المساعد (المدير الرئيسي في البحرية) والرائد معادلة لرتب ضابط الكومنولث. هذه الرتب هي أعلى من رتبة رقيب وأدنى من رتبة رائد. مثل الضباط يحق للحكام الحصول على مون قبل رتبهم، كما هو الحال في «الفصل الواحد»
الرتب المعاونة حسب الأقدمية:
- مساعد (قاضي): يعادل رقيبًا أمريكيًا أو ضابط صف من الكومنولث البريطاني 2
- المساعد الرئيسي (رئيس الطهاة): مكافئ ولكن أصغر قليلاً إلى رقيب أمريكي أو ضابط صف من الكومنولث البريطاني 1

في فرنسا كل فيلق له لون (ذهبي لمعظم وحدات المشاة والمدفعية والقوات الجوية والمهندسين أو الفضة لمعظم وحدات الفرسان وسلاح النقل والعتاد). ويرتدي المساعد الفرنسي رباطًا بخط أحمر رفيع بلون معاكس لفرقة عمله. يرتدي المساعد الرئيسي رباطًا بخط أحمر رفيع بلون السلك الخاص به. للتمييز بين المساعد والمساعد الرئيسي، من الضروري معرفة لون الذراع.
في وحدات سلاح الفرسان يتم التعامل مع الحكام والقضاة - الطهاة حسب التقاليد على أنهم «ملازمون».

### إندونيسيا
- رتبة مساعد أول رتبة شارة للجيش الإندونيسي
- رتبة مساعد ثاني رتبة شارة للجيش الإندونيسي

في القوات المسلحة الإندونيسية هناك رتبتا مساعد تعرف باسم بيمبانتو ليتنان (ملازم مساعد). هؤلاء هم ضابط صف من الدرجة الثانية (بيلدا) وضابط صف من الدرجة الأولى (بيلتو).

### الهند
المساعدين المبتدئين هم ما يعادل رتب مساعد في القوات المسلحة الهندية. يستخدم هؤلاء في سلاح الجو الهندي في الواقع رتب مساعد مبتدئ ومساعد ومساعد رئيسي.
في الجيش الهندي البريطاني كانت رتب ضابط أمر موجودة ولكنها كانت مقتصرة على الأفراد البريطانيين، ومعظمهم في التعيينات المتخصصة مثل قائد وقائد فرعي. على عكس الجيش البريطاني وعلى الرغم من أن هذه التعيينات كانت مبررة استمر التعيين والرتبة على حالهما ولم يتم إنشاء الرتبة الفعلية للمساعد. كان المكافئون الهنود ضباط بتكليف نائب الملك.

### أيرلندا

#### الخدمة البحرية الأيرلندية
| كود الناتو المكافئ | OR-9                | OR-9                | OR-9                | OR-9                |
| ------------------ | ------------------- | ------------------- | ------------------- | ------------------- |
| أيرلندا            | تنفيذي              | إداري               | هندسة               | مجال الاتصالات      |
| الإيرلندية         | Oifigeach Barántais | Oifigeach Barántais | Oifigeach Barántais | Oifigeach Barántais |
| الإنجليزية         | Warrant officer     | Warrant officer     | Warrant officer     | Warrant officer     |
| العربية            | مساعد               | مساعد               | مساعد               | مساعد               |

### ماليزيا
المساعد في الجيش الماليزي (Pegawai Waran) هم أعلى الرتب لضباط الصف. هناك رتبتان من الدرجة الأولى والثانية (الأولى أعلى رتبة)
إنه نفس الشيء بالنسبة لسلاح الجو الملكي الماليزي

### نيوزيلاندا
استخدام الجيش النيوزيلندي مشابه لاستخدام الجيش الأسترالي، إلا أنه يحتوي على رتبتين مساعد. صنف مساعد 2 (WO2)، الذي يُشار إليه باسم «الرقيب الرئيسي»، ومساعد من الدرجة 1 (WO1)، والشار إليه بـ«سيدي» أو «سيدتي». وهناك أيضًا تعيينات مثل رقيب الشركة والسرب (CSM وSSM) والتي عادةً ما تكون مناصب WO2 ورقيب رئيسي (RSM)، والتي عادة ما تكون مناصب WO1. يشغل WO1 أعلى مرتبة منصب الرقيب أول في الجيش (SMA). في بعض الزي الرسمي يرتدي WO2s أحذية سوداء مثل الرتب المجندين، بينما يرتدي WO1 أحذية بنية اللون مثل الضباط المكلفين. الاستثناء من ذلك هو WO1s من سلاح المدرعات الملكي النيوزيلندي (RNZAC)، الذين يرتدون أحذية سوداء.
البحرية الملكية النيوزيلندية لديها رتبة مساعد واحد يُشار إليها باسم «سيدي» أو «سيدتي». هذه الرتبة تعادل بالجيش WO1.
تمتلك القوات الجوية الملكية النيوزيلندية أيضًا رتبة ضابط أمر واحد أي ما يعادل ضابط أمر البحرية، وضابط صف الجيش من الدرجة 1 (WO1). يتم التعامل مع المساعد في رنزاف (RNZAF) على أنه «سيدي» أو «سيدتي». في السابق كان ضابط صف في طاقم جوي معروفًا باسم طاقم الطيران الرئيسي. ومع ذلك لم يعد يتم استخدام هذا التصنيف والتسمية. لدى رنزاف أيضًا منصب ضابط صف في القوات الجوية، وهو أعلى منصب ضابط صف في رنزاف.

### سنغافورة

#### لواء بنين
رتبة مساعد هي أعلى رتبة يمكن أن يحصل عليها فتى لواء البنين في المدرسة الثانوية.

#### كاديت الدفاع المدني الوطني
يتم منح رتبة ضابط صف إلى ضباط صف مختارين في وحدات كاديت الدفاع المدني الوطني. وهي فوق رتبة رقيب أول وتحت رتبة متدرب ملازم. إنها أعلى رتبة يمكن أن يحصل عليها الطالب في كاديت الدفاع المدني الوطني أثناء وجوده في المدرسة الثانوية. شارة الرتبة هي شيفرون نقطة واحدة وشعار سنغافورة من النبالة، وإكليل من أسفل.

#### القوات المسلحة السنغافورية
في القوات المسلحة السنغافورية يبدأ ضباط أمر الضباط بصفتهم ضباط صف ثالث (3WO)، كانوا يبدأون سابقًا برتبة ضابط صف ثاني ويختصرون بشكل مختلف كـ WO2 بدلاً من ذلك. وتُمنح هذه الرتبة للمتخصصين السابقين الذين حصلوا على رتبة رقيب رئيسي وقد اجتازوا أو على وشك الالتحاق بدورة Warfighter في المدرسة المتخصصة وضابط الصف المتقدم (SWAS) في معهد الاختصاصيين وضابط الصف (SWI). من أجل الترقية إلى رتبة ضابط صف ثاني (2WO) وما فوق، يجب أن يتم اختيارهم وتخرجهم من دورة ضابط الصف المشترك في مدرسة ضابط صف القوات المسلحة السنغافورية. رتبة المساعد بين المتخصصين وضباط التكليف. وعادة ما يخدمون ككتيبة أو لواء فيلق رقيب أول. يعمل العديد منهم كمدربين وخبراء في الموضوع في مؤسسات تدريبية مختلفة. كما يُنظر إلى ضباط الصف في مختلف الأركان برئاسة الضباط المتخصصين المعنيين. هناك ست درجات من ضابط الصف (3WO ، 2WO ، 1WO ، MWO ، SWO & CWO).
اعتاد ضباط الصف أن يكون لديهم مس خاصة بهم. بالنسبة للمعسكرات الأصغر يتم دمج هذه المس مع مس الضباط كمس مشتركة لتحسين الصداقة الحميمة. أمر الضباط لديهم مسؤوليات مماثلة للضباط بتكليف.
عادة ما يتم التعامل مع ضباط أمر الضباط باسم "encik" («السيد» في لغة الملايو) أو كـ «أمر (اللقب)» أو "encik" (اللقب) من قبل الرتب الأخرى (بما في ذلك الضباط المكلفين فيما يتعلق بخبراتهم ومعرفتهم). ويستثنى من ذلك أولئك الذين يشغلون مناصب. يجب التعامل مع ضباط الصف الحاصلين على التعيين مثل الضابط القائد (CO) وقائد الضابط (OC) على أنه «سيدي» من قبل الرتب الأخرى، وأولئك الذين يحملون تعيينات رقيب رئيسية مثل رقيب أول (RSM)، رقيب أول شركة (CSM)، رقيب التشكيل الرائد (FSM) والرقيب في الجيش (ASM) سيتم تناولهم كـ «رقيب أول» من قبل الرتب الأخرى. أيضا المساعد الذين يحملون رتبة ضابط صف أول (CWO) يجب أن يتم التعامل معهم على أنهم «سيدي» من قبل الرتب الأخرى.
على الرغم من أن السيوف الاحتفالية عادةً ما تكون مخصصة للضباط المفوضين، إلا أن ضباط الصف من رتبة ضابط الصف الرئيسي (MWO) وما فوق يتم تقديمهم بالسيوف الاحتفالية، لكن مع الاحتفاظ باستخدام عصا السرعة مع حافظة السيف الاحتفالية أثناء التدريبات والاستعراضات. نظرًا لأن جميع المساعدين هم ضباط صف فلا يتم الترحيب بهم.

#### قوة الدفاع المدني السنغافورية
في قوة الدفاع المدني السنغافورية هناك رتبتا ضابط صف. هذه الرتب هي (بترتيب الأقدمية الصاعدة): ضابط صف ثاني وضابط صف أول.

### جنوب أفريقيا
في قوة الدفاع الوطني لجنوب إفريقيا يتم فصل ضابط صف (WO) عن أولئك الذين يحملون رتبة ضابط صف (NCO). يحمل الضباط مذكرة تعيين مصدق عليها من قبل وزير الدفاع.
يتمتع ضباط الصف بسلطات محددة للغاية وهي منصوص عليها في قانون الدفاع وقانون تدابير الدفاع العسكري التكميلية. قبل عام 2008 كان هناك فئتان - ضابط صف من الدرجة 1 و 2. يمكن تعيين ضابط صف من الدرجة 1 في مناصب مثل رقيب أول أو تشكيل رقيب أول أو رقيب أول في الجيش أو ضابط صف في البحرية. في عام 2008 تم تقديم خمسة رتب جديدة لضباط الصف فوق ضابط الصف الأول: وضابط صف أول (SWO)، وضابط صف رئيسي (MWO)، ورئيس ضابط صف (CWO)، وضابط صف أول (SCWO) وضابط صف رئيسي رئيسي (MCWO).